# Pizza a domicilio

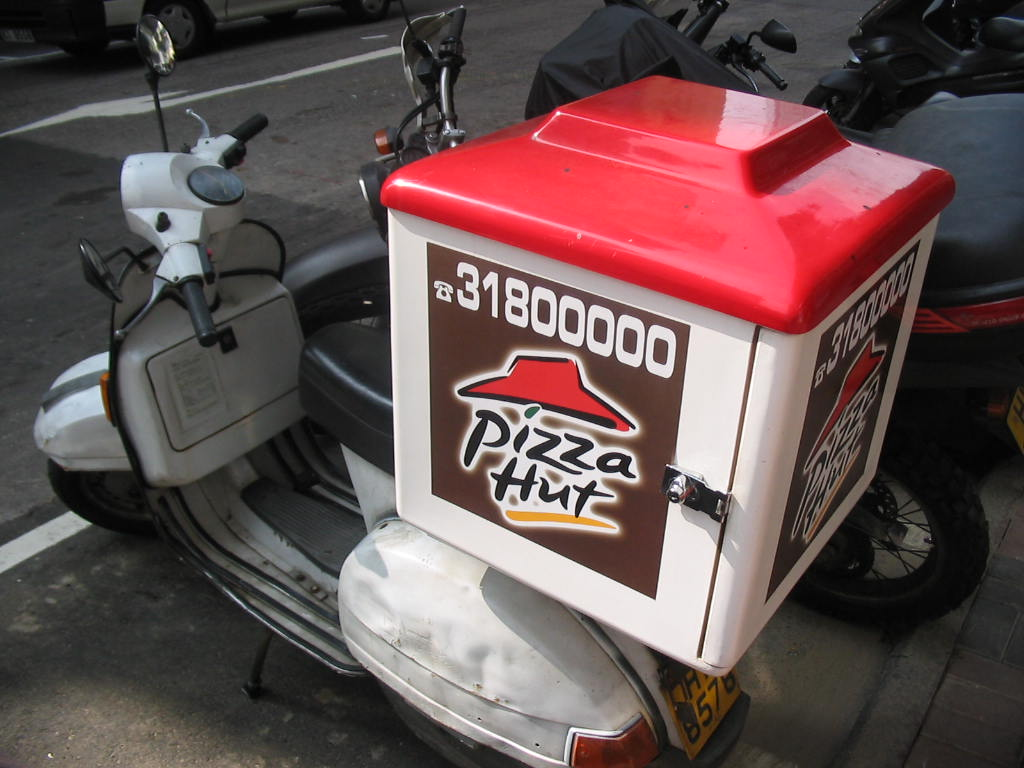
Veicolo per la consegna delle pizze della catena Pizza Hut

Per pizza a domicilio o consegna della pizza si intende un esercizio in cui una pizzeria consegna una o diverse pizze ad un cliente situato nelle vicinanze, direttamente a casa sua o in ufficio seguendo un periodo o un orario prefissato.
Di solito viene effettuato un ordine tramite telefono o via Internet, in cui il cliente può richiedere il tipo e la dimensione della pizza e altri articoli da consegnare con essa, spesso comprese le bevande analcoliche. Le pizze vengono servite in scatole di cartone per pizza o borse termiche, e portate a destinazione guidando un mezzo di trasporto, generalmente un'auto, uno scooter o una bicicletta. A seconda del service provider, i clienti possono scegliere di pagare in contanti o con carta di credito, carta di debito o criptovaluta online. A volte viene addebitata una tariffa per la consegna, sebbene sia comune anche la consegna gratuita.

## Descrizione
Durante un servizio di pizza a domicilio, il cliente ordina inizialmente il tipo di pizza telefonicamente o tramite Internet all'indirizzo indicato entro un certo periodo di tempo, richiedendo eventualmente altri prodotti da accompagnare alla pizza. Dopo aver ricevuto l'ordine e aver preparato il pasto, la pizzeria spedisce il piatto al cliente conservandolo in apposite scatole fatte in cartone ondulato a loro volta racchiuse in borse termiche lungo il tragitto. Ad oggi ci sono varie startup quindi vari servizi di corrieri che non fanno parte del locale dove si produce il cibo, ma sono vere e proprie aziende che hanno lo scopo di sostituire il corriere dell'apposito locale. A seconda della catena di pizzerie, i clienti possono scegliere di pagare online o di persona con contanti o attraverso altri mezzi come una carta di credito, una carta di debito o una criptovaluta. Spesso tale servizio prevede una tassa di consegna.
Quando l'acquirente ritira la pizza di persona si parla invece di pizza da asporto.
Secondo Domino's Pizza, la vigilia di Capodanno è il giorno più gettonato per le consegne della pizza; altri sono la domenica del Super Bowl, Halloween, Capodanno e il giorno prima del Ringraziamento. Gli eventi non programmati possono anche causare un aumento improvviso delle consegne.

## Nella cultura di massa
Nel videogioco arcade Radikal Bikers, simulatore di guida, il giocatore impersona un fattorino impegnato nella consegna delle pizze.